# Villefranche-d'Allier
Pour les articles homonymes, voir Villefranche.
Villefranche-d'Allier est une commune française, située dans le département de l'Allier en région Auvergne-Rhône-Alpes.
Ses habitants sont appelés les Villefranchois et Villefranchoises.

## Géographie

### Localisation
Villefranche-d'Allier est située dans le Bocage bourbonnais.

### Communes limitrophes
Ses communes limitrophes sont :
| Sauvagny            | Tortezais             |                       |
| Deneuille-les-Mines | Villefranche-d'Allier | Murat                 |
| Doyet               | Bézenet               | Saint-Priest-en-Murat |

### Climat
Pour des articles plus généraux, voir Climat d'Auvergne-Rhône-Alpes et Climat de l'Allier.
En 2010, le climat de la commune est de type climat océanique dégradé des plaines du Centre et du Nord, selon une étude du CNRS s'appuyant sur une série de données couvrant la période 1971-2000. En 2020, Météo-France publie une typologie des climats de la France métropolitaine dans laquelle la commune est dans une zone de transition entre le climat océanique altéré et le climat de montagne ou de marges de montagne et est dans la région climatique Ouest et nord-ouest du Massif Central, caractérisée par une pluviométrie annuelle de 900 à 1 500 mm, maximale en automne et en hiver.
Pour la période 1971-2000, la température annuelle moyenne est de 11,1 °C, avec une amplitude thermique annuelle de 15,8 °C. Le cumul annuel moyen de précipitations est de 783 mm, avec 10,8 jours de précipitations en janvier et 7,2 jours en juillet. Pour la période 1991-2020, la température moyenne annuelle observée sur la station météorologique de Météo-France la plus proche, « Tortezais_sapc », sur la commune de Tortezais à 6 km à vol d'oiseau, est de 11,6 °C et le cumul annuel moyen de précipitations est de 757,2 mm,. Pour l'avenir, les paramètres climatiques de la commune estimés pour 2050 selon différents scénarios d'émission de gaz à effet de serre sont consultables sur un site dédié publié par Météo-France en novembre 2022.

## Urbanisme

### Typologie
Au 1er janvier 2024, Villefranche-d'Allier est catégorisée commune rurale à habitat dispersé, selon la nouvelle grille communale de densité à 7 niveaux définie par l'Insee en 2022.
Elle est située hors unité urbaine et hors attraction des villes,.

### Occupation des sols

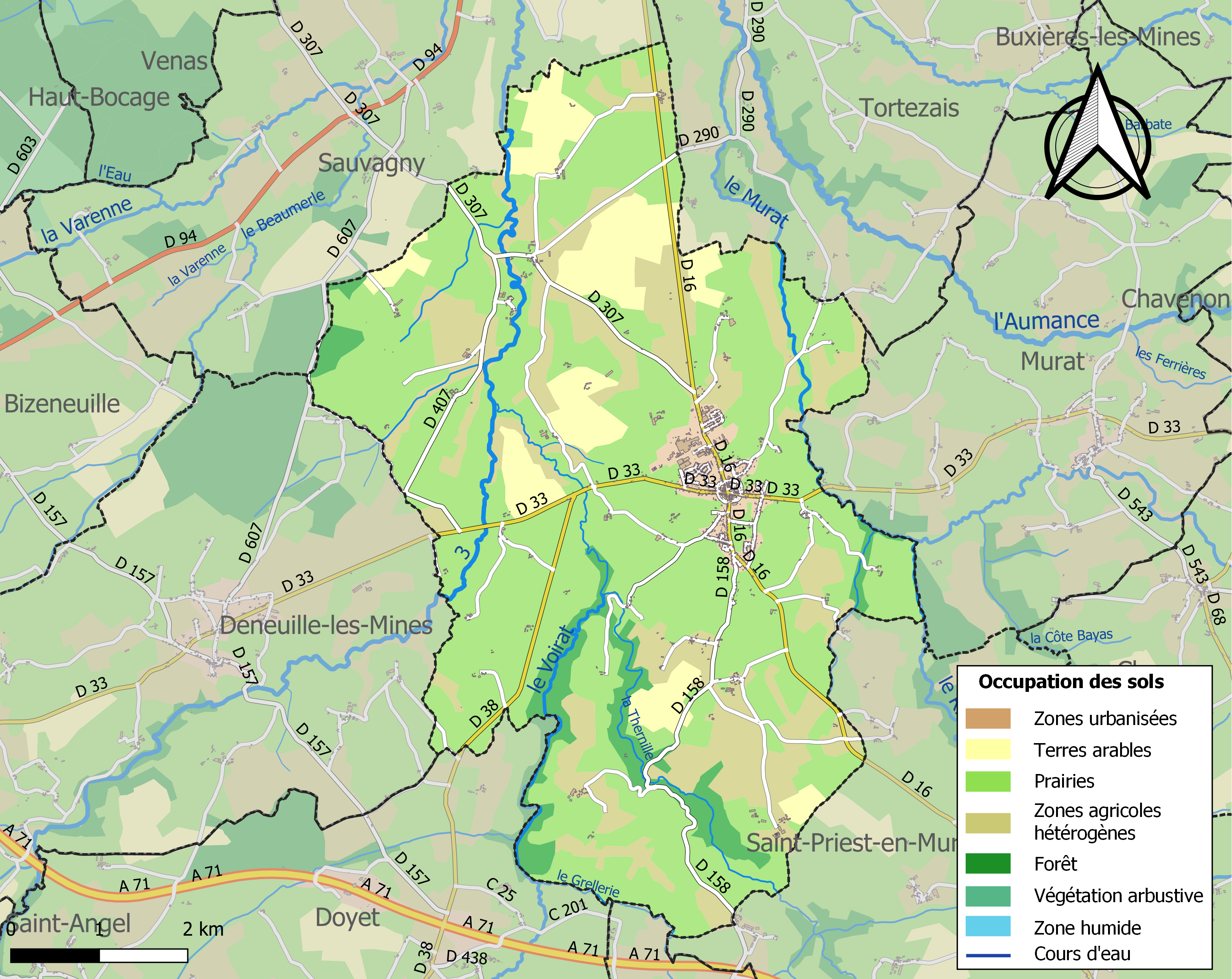
Carte des infrastructures et de l'occupation des sols de la commune en 2018 (CLC).

L'occupation des sols de la commune, telle qu'elle ressort de la base de données européenne d’occupation biophysique des sols Corine Land Cover (CLC), est marquée par l'importance des territoires agricoles (91,6 % en 2018), une proportion sensiblement équivalente à celle de 1990 (91,9 %). La répartition détaillée en 2018 est la suivante : prairies (62,1 %), zones agricoles hétérogènes (20,3 %), terres arables (9,2 %), forêts (5,7 %), zones urbanisées (1,6 %), zones industrielles ou commerciales et réseaux de communication (1 %).
L'IGN met par ailleurs à disposition un outil en ligne permettant de comparer l’évolution dans le temps de l’occupation des sols de la commune (ou de territoires à des échelles différentes). Plusieurs époques sont accessibles sous forme de cartes ou photos aériennes : la carte de Cassini (XVIIIe siècle), la carte d'état-major (1820-1866) et la période actuelle (1950 à aujourd'hui).

### Voies de communication et transports
La commune est traversée par la route départementale 16, reliant Cosne-d'Allier au nord à Montmarault au sud ; la RD 33, reliant Montluçon à l'ouest au Montet à l'est ; la RD 38, en direction de Doyet ; la RD 158, en direction de Bézenet ; la RD 307, vers Neuville et Venas ; et la RD 407, reliant Neuville à Jonzais à l'ouest du territoire communal.
Villefranche se trouve sur la ligne de Montluçon à Moulins fermée à tout trafic.
De 1891 à 1950, la ville était desservie par le Réseau de l'Allier de la société des chemins de fer économiques.

## Histoire
Villefranche tire son nom d'une ville franche, c'est-à-dire affranchie par les ducs de Bourbon, qui laissent ses habitants s'administrer eux-mêmes. Cela attirent des commerçants et des habitants puisque la ville est de ce fait mieux gérée, mieux protégée… La ville se développe donc beaucoup à cette époque.

### Jonzais (puis Jonsais)
L'ancienne paroisse et commune de Jonzais a été réunie à Villefranche en 1836. Jonzais (puis Jonsais depuis le Bulletin des lois de 1801) est aujourd'hui un village situé à environ 2,5 km à l'ouest du bourg de Villefranche, sur la route de Deneuille-les-Mines. Sa population était : 
| 1793 | 1800 | 1806 | 1821 | 1831 |
| ---- | ---- | ---- | ---- | ---- |
| 207  | 175  | 164  | 178  | 158  |

### Neuville
Le 1er mars 1972, l'ancienne commune de Neuville (code commune : 03199), située au nord-ouest, a été fusionnée avec Villefranche. C'est alors que la commune a pris le nom de Villefranche-d'Allier. Sa population était :
| 1793 | 1800 | 1806 | 1821 | 1831 | 1836 | 1841 | 1846 |
| ---- | ---- | ---- | ---- | ---- | ---- | ---- | ---- |
| 220  | 190  | 174  | 170  | 195  | 191  | 164  | 218  |

| 1851 | 1856 | 1861 | 1866 | 1872 | 1876 | 1881 | 1886 |
| ---- | ---- | ---- | ---- | ---- | ---- | ---- | ---- |
| 171  | 154  | 166  | 184  | 201  | 214  | 206  | 195  |

| 1891 | 1896 | 1901 | 1906 | 1911 | 1921 | 1926 | 1931 |
| ---- | ---- | ---- | ---- | ---- | ---- | ---- | ---- |
| 222  | 193  | 185  | 183  | 164  | 139  | 124  | 123  |

| 1936 | 1946 | 1954 | 1962 | 1968 | - | - | - |
| ---- | ---- | ---- | ---- | ---- | - | - | - |
| 120  | 126  | 118  | 101  | 86   | - | - | - |

## Politique et administration

### Élections municipales et communautaires

#### Élections de 2020
Le conseil municipal de Villefranche-d'Allier, commune de plus de 1 000 habitants, est élu au scrutin proportionnel de liste à deux tours (sans aucune modification possible de la liste), pour un mandat de six ans renouvelable. Compte tenu de la population communale, le nombre de sièges à pourvoir lors des élections municipales de 2020 est de 15. Les quinze conseillers municipaux sont élus au second tour, qui se tient le 28 juin 2020 du fait de la pandémie de Covid-19, avec un taux de participation de 73,65 %, se répartissant en : douze sièges pour la liste de Gérard Ferrière, deux pour la liste de Josiane Auberger pour un pour la liste de Nicolas Chandat.
Les deux sièges attribués à la commune au sein du conseil communautaire de la communauté de communes Commentry Montmarault Néris Communauté sont issus de la liste de Gérard Ferrière.
Le conseil municipal, réuni le 3 juillet 2020 pour élire le maire, a désigné trois adjoints.

#### Liste des maires
| Période                                  | Période        | Identité        | Étiquette | Qualité |
| ---------------------------------------- | -------------- | --------------- | --------- | --- |
| Les données manquantes sont à compléter. |                |                 |           | |
| 1992                                     | 3 juillet 2020 | Bruno Rojouan   | DVD       | Professeur des écoles Conseiller général du canton de Montmarault (1988-2015) Président de la communauté de communes Commentry Montmarault Néris Communauté (2017-2020) Président de l'association des maires et des présidents de communautés de l'Allier Sénateur depuis le 27 septembre 2020 |
| 3 juillet 2020                           | En cours       | Gérard Ferrière | DVD       | Masseur-kinésithérapeute, retraité |

## Population et société

### Démographie
Les habitants de la commune sont appelés les Villefranchois et les Villefranchoises.

#### Évolution démographique
L'évolution du nombre d'habitants est connue à travers les recensements de la population effectués dans la commune depuis 1793. Pour les communes de moins de 10 000 habitants, une enquête de recensement portant sur toute la population est réalisée tous les cinq ans, les populations de référence des années intermédiaires étant quant à elles estimées par interpolation ou extrapolation. Pour la commune, le premier recensement exhaustif entrant dans le cadre du nouveau dispositif a été réalisé en 2004.

En 2022, la commune comptait 1 265 habitants, en évolution de −6,43 % par rapport à 2016 (Allier : −1,38 %, France hors Mayotte : +2,11 %).
| 1793 | 1800 | 1806 | 1821 | 1831 | 1836 | 1841 | 1846 | 1851 |
| ---- | ---- | ---- | ---- | ---- | ---- | ---- | ---- | ---- |
| 690  | 540  | 676  | 593  | 739  | 966  | 854  | 895  | 932  |

| 1856 | 1861 | 1866 | 1872  | 1876  | 1881  | 1886  | 1891  | 1896  |
| ---- | ---- | ---- | ----- | ----- | ----- | ----- | ----- | ----- |
| 936  | 995  | 979  | 1 057 | 1 191 | 1 184 | 1 194 | 1 235 | 1 153 |

| 1901  | 1906  | 1911  | 1921 | 1926 | 1931 | 1936 | 1946 | 1954  |
| ----- | ----- | ----- | ---- | ---- | ---- | ---- | ---- | ----- |
| 1 104 | 1 127 | 1 054 | 915  | 951  | 885  | 902  | 942  | 1 115 |

| 1962  | 1968  | 1975  | 1982  | 1990  | 1999  | 2004  | 2006  | 2009  |
| ----- | ----- | ----- | ----- | ----- | ----- | ----- | ----- | ----- |
| 1 314 | 1 261 | 1 273 | 1 272 | 1 360 | 1 306 | 1 358 | 1 341 | 1 319 |

| 2014  | 2019  | 2022  | - | - | - | - | - | - |
| ----- | ----- | ----- | - | - | - | - | - | - |
| 1 349 | 1 283 | 1 265 | - | - | - | - | - | - |

#### Pyramide des âges
En 2021, le taux de personnes d'un âge inférieur à 30 ans s'élève à 30,1 %, soit au-dessus de la moyenne départementale (29,0 %). À l'inverse, le taux de personnes d'âge supérieur à 60 ans est de 32,9 % la même année, alors qu'il est de 35,6 % au niveau départemental.
En 2021, la commune comptait 644 hommes pour 624 femmes, soit un taux de 50,79 % d'hommes, légèrement supérieur au taux départemental (47,97 %).
Les pyramides des âges de la commune et du département s'établissent comme suit :
| Hommes | Classe d’âge | Femmes |
| ------ | ------------ | ------ |
| 1,1    | 90 ou +      | 1,5    |
| 8,5    | 75-89 ans    | 12,9   |
| 20,2   | 60-74 ans    | 21,6   |
| 22,4   | 45-59 ans    | 21,0   |
| 14,9   | 30-44 ans    | 15,7   |
| 15,0   | 15-29 ans    | 13,0   |
| 17,9   | 0-14 ans     | 14,2   |

| Hommes | Classe d’âge | Femmes |
| ------ | ------------ | ------ |
| 1,2    | 90 ou +      | 3      |
| 10     | 75-89 ans    | 13,4   |
| 21,3   | 60-74 ans    | 22     |
| 20,6   | 45-59 ans    | 19,6   |
| 15,7   | 30-44 ans    | 15     |
| 15,6   | 15-29 ans    | 12,9   |
| 15,7   | 0-14 ans     | 14     |

## Économie
Agro-alimentaire : Villefranche possède une importante unité d'abattage, en liaison avec l'élevage traditionnel dans la région de bovins de race charolaise ; cette unité assure aussi la production de produits élaborés (SOCOPA). Socopa Viande est le deuxième employeur privé du département, avec 600 salariés[réf. incomplète].

## Culture locale et patrimoine

### Lieux et monuments
- L'église Saint-Jacques-le-Majeur des XIe, XIIIe et XIVe siècles fait l’objet d’une inscription au titre des monuments historiques depuis le 3 avril 1984[28]. Elle est placée sur un des itinéraires qui menaient à Saint-Jacques-de-Compostelle.
  - groupe sculpté : Vierge de Pitié du XVIe siècle fait l’objet d’un classement au titre objet des monuments historiques depuis le 23 décembre 1918[29].
- Le château de Neuville (milieu du XIXe siècle) comprend la chapelle Saint-Julien, de style roman, ancienne église paroissiale, des XIIe et XIVe siècles, qui a fait l’objet d’une inscription au titre des monuments historiques le 3 avril 1984[30].
- La ferme-château de Saint-Mœurs du XVIIe siècle fait l’objet d’une inscription au titre des monuments historiques depuis le 16 juin 1978[31].
- Le château de la Porte est le plus bel héritage de l'ancienne Ville Franche. Il était entouré de remparts dont les seuls vestiges conservés aujourd'hui sont une petite tour visible depuis la cour du château et quelques blocs de pierres ocre et rouges situés près de la mairie du village.
- Château de Féline.
- Prieuré de Montcenoux daté du XIe siècle.
- Ancienne église Saint-Pierre de Jonzais datée du XIIe siècle.
- Étang de Nouzilliers.

### Héraldique
|  | Les armes de la commune se blasonnent ainsi : D’azur à la montagne de neuf coupeaux d’argent, au chef cousu et bastillé de gueules. |